# Пиедимонте Етнео
Пиедимо̀нте Етнѐо (на италиански: Piedimonte Etneo, на сицилиански Piamunti, Пиамунти) е малко градче и община в Южна Италия, провинция Катания, автономен регион и остров Сицилия. Разположено е на 348 m надморска височина. Населението на общината е 4078 души (към 2011 г.).
В общинската територия се намира част от вулкана Етна. Главният център на общината се намира в подножието на планината.